# Samtgemeinde Wesendorf
Samtgemeinde Wesendorf is een Samtgemeinde in het Landkreis Gifhorn, in de Duitse deelstaat Nedersaksen De Samtgemeinde heeft een oppervlakte van 209,04 km² en een inwoneraantal van 14.576 (31 mei 2005).

## Structuur van de Samtgemeinde Wesendorf
De volgende gemeenten en dorpen liggen in de Samtgemeinde:
| Structuur van het Samtgemeinde | Structuur van het Samtgemeinde | Structuur van het Samtgemeinde | Structuur van het Samtgemeinde | Structuur van het Samtgemeinde                                                                          |
| ------------------------------ | ------------------------------ | ------------------------------ | ------------------------------ | --- |
| Gemeente                       | Inwoners (31-12-2003)          | Oppervlakte in km²             | Bevolkingsdichtheid inw./km²   | Dorpen                                                                                                  |
| Groß Oesingen                  | 2 029                          | 57,44                          | 35                             | Groß Oesingen, Klein Oesingen, Mahrenholz (Groß Oesingen), Schmarloh, Texas (Groß Oesingen), Zahrenholz |
| Schönewörde                    | 983                            | 17,73                          | 55                             | Schönewörde                                                                                             |
| Ummern                         | 1 593                          | 40,32                          | 40                             | Pollhöfen, Ummern                                                                                       |
| Wagenhoff                      | 1 150                          | 4,32                           | 266                            | Wagenhoff                                                                                               |
| Wahrenholz                     | 3 839                          | 57,99                          | 66                             | Betzhorn, Teichgut, Wahrenholz, Weißen Berge, Weißes Moor                                               |
| Wesendorf                      | 4 982                          | 31,23                          | 160                            | Wesendorf, Westerholz                                                                                   |

1. ↑  (de)  Landesamt für Statistik Niedersachsen, LSN-Online Regionaldatenbank, Tabelle A100001G: Fortschreibung des Bevölkerungsstandes, Stand 31. Dezember 2020